# 녹색기후기금
녹색기후기금(綠色氣候基金, 영어: Green Climate Fund, GCF)은 대한민국 인천광역시 연수구 송도동에 위치한 국제 기구이다.
선진국이 개발도상국의 온실가스 감축과 기후 변화 적응을 지원하기로 한 UN 기후 변화 협약(UNFCCC)에 의해 만들어졌다. 아시아 지역에 본부가 설립된 두 번째 국제기구이다. 2010년 유엔 기후 변화 회의에서 기구와 기금 설립이 승인되었다. 이어 2012년 유엔 기후 변화 회의에서 참가국 인준으로 본사무국의 대한민국 인천광역시 유치가 확정되었다. 이로써 본사무국은 2013년 완공된 G타워에 입주하였다.
이 기구를 통해 2020년까지 매년 1,000억 달러씩, 총 8,000억 달러의 기금을 조성하여 개발도상국을 지원하게 된다. 기금 사용처로 기구는 세네갈의 염류화 지대 복원과 방글라데시 기후회복력 복원 등 8건의 사업을 승인한 상태이며, 여기에는 980억 원가량이 직접 지원될 예정이다.

## 같이 보기
- 글로벌녹색성장기구(GGGI)
- 환경, 사회, 기업 지배구조(ESG)